# Academia Pontificia Mariana Internacional
La Pontificia Academia Mariana Internacional (PAMI) es una de las siete Academias Pontificias coordinadas por el Pontificio Consejo de la Cultura.

## Objetivos
- Se trata de un órgano de coordinación de los académicos y estudiantes de la mariología de todo el mundo.
- Su tarea consiste en reunir y fomentar el intercambio de ideas y experiencias entre la pluralidad de los expertos en esta disciplina de las principales denominaciones cristianas (ortodoxos, protestantes y católicos).
- Reúne a los estudiantes de la mariología de todo el mundo en la celebración del Congreso Mariológico Mariano Internacional cada cuatro años.
- Entre las funciones del PAMI existe la coordinación de las diversas Sociedades mariológicas nacionales, de los eruditos y maestros de mariología.
- Su principal objetivo es, entonces, organizar - a través de sus especialistas y miembros - congresos, conferencias, jornadas de estudio y catequesis para aquellos que los preguntan para saber más acerca de María, madre de Jesús
- En línea con las directrices de la Congregación para la Educación Católica, la PAMI dirige la investigación y el estudio, así como la devoción y la piedad popular de "evitar la presentación de un solo lado de la figura y la misión de María, en detrimento de la visión global del misterio "(María intelectual, n. 29).
- La PAMI ha dirigido a los mariólogos una carta suya en la que se resumen las tareas y las líneas principales de la mariología  Archivado el 24 de diciembre de 2013 en Wayback Machine..

## Presidentes de la PAMI
- Presidente fundador Carlos Balic (1959-1977) - Secretario: Paolo Melada
- Presidente-Segretario Pablo Melada (1977-1996) - Secretario: Dinko Aracic
- Presidente Gaspar Calvo Moralejo (1996-2002) - Secretario: Stefano Cecchin
- Presidente Vincenzo Battaglia (2002-2017) - Secretario: Stefano Cecchin
- Presidente Stefano Cecchin (2017-) - Secretario: (Bogusz Matula [2017-2018]/Gilberto Cavazos Gonzalez [2019-2022]/Marco Antonio Mendoza Martínez [2022-...])

## Socios

### Socios ordinarios actuales (2012)
[actualizar]
| - Cardinale Angelo Amato- Vaticano - Bartosik Grzegorz - Polonia - Vincenzo Battaglia - Italia - Bruni Giancarlo - Italia - Cecchin Stefano - Italia - Cristino Luciano - Portugal - Mons. Enrico dal Covolo - Vaticano - Diez Merino Luis - España - Escudero Antonio - España - Flores Deyanira - Costa Rica - Mons. Bruno Forte - Italia - Galignano Eugenio - Italia - Govaert Lutgart - Austria - Hauke Manfred - Suiza - Jablonski Szczepan Z. - Polonia - Jobert Philippe - Francia | - Kawak Sua Beat. Jean - Siria - Kochaniewicz Boguslaw - Polonia - Kumala Janusz - Polonia - Limouris S.Beat. Gennadios - Turchia - Lubina Petar - Croacia - Maggioni Corrado - Italia - Frédéric Manns - Israel - Maritano Mario - Italia - Masciarelli Michele Giulio - Italia - Militello Cettina - Italia - Molina Prieto Andrés - España - Pach Jan - Polonia - Perrella Salvatore M. - Italia - Ponce Cuellar Miguel - España - Riestra José Antonio - España - Roten Johann - USA - Rovira German - Alemania - Serra Aristide - Italia - Sieme Lasoul Jean-Pierre - Congo - Siudy Teofil - Polonia - Sodi Manlio - Italia - Valentini Alberto - Italia - Vidau Enrico - Italia |

### Socio ilustre

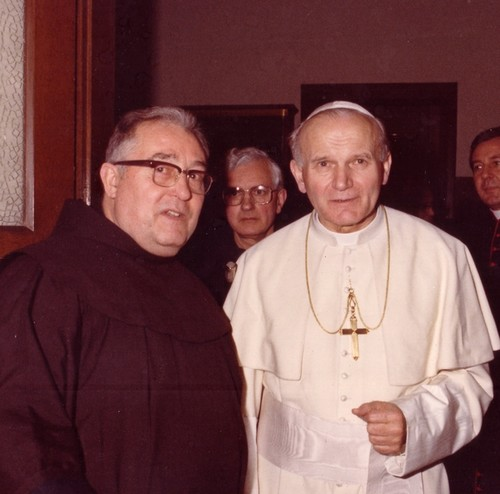
Juan Pablo II en la PAMI

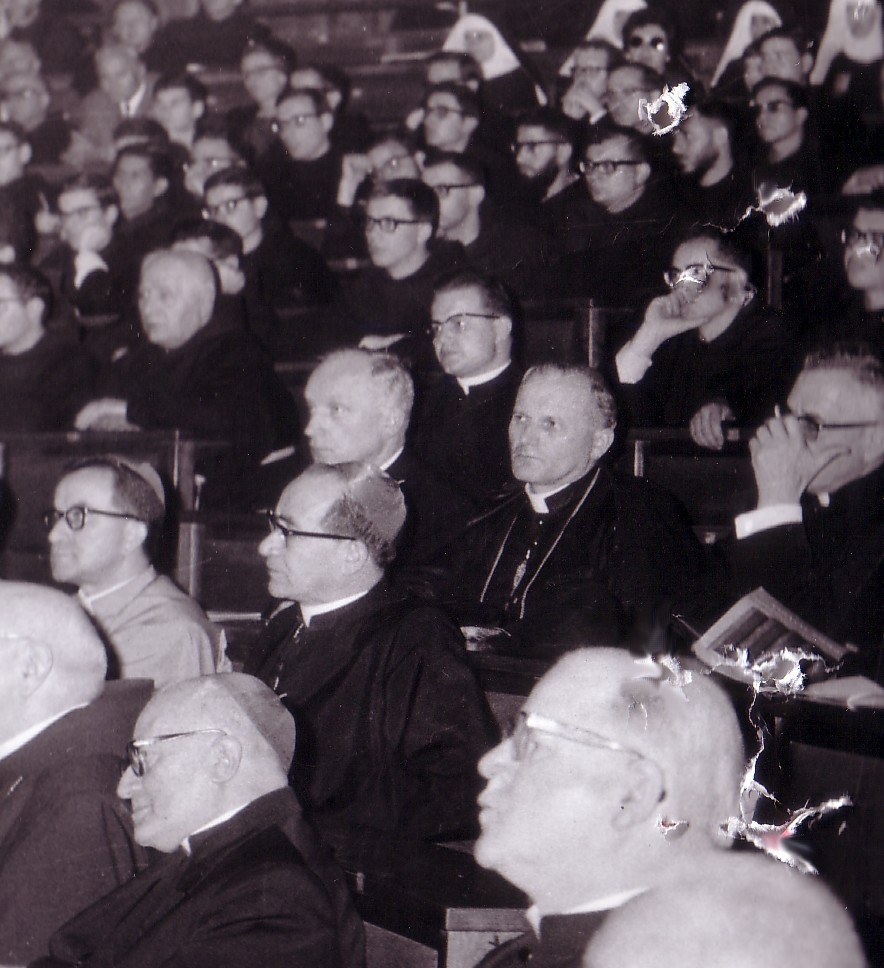
Wojtyla al Congreso del 1975

Entre los socios ilustres de esta Academia debe ser recordado el beato papa Juan Pablo II. Se volvió socio el 19 de noviembre de 1973, cuando era arzobispo de Cracovia. Esta es su carta de confirmación:

Eminentissime Domine,

Reverendissimi Patres,

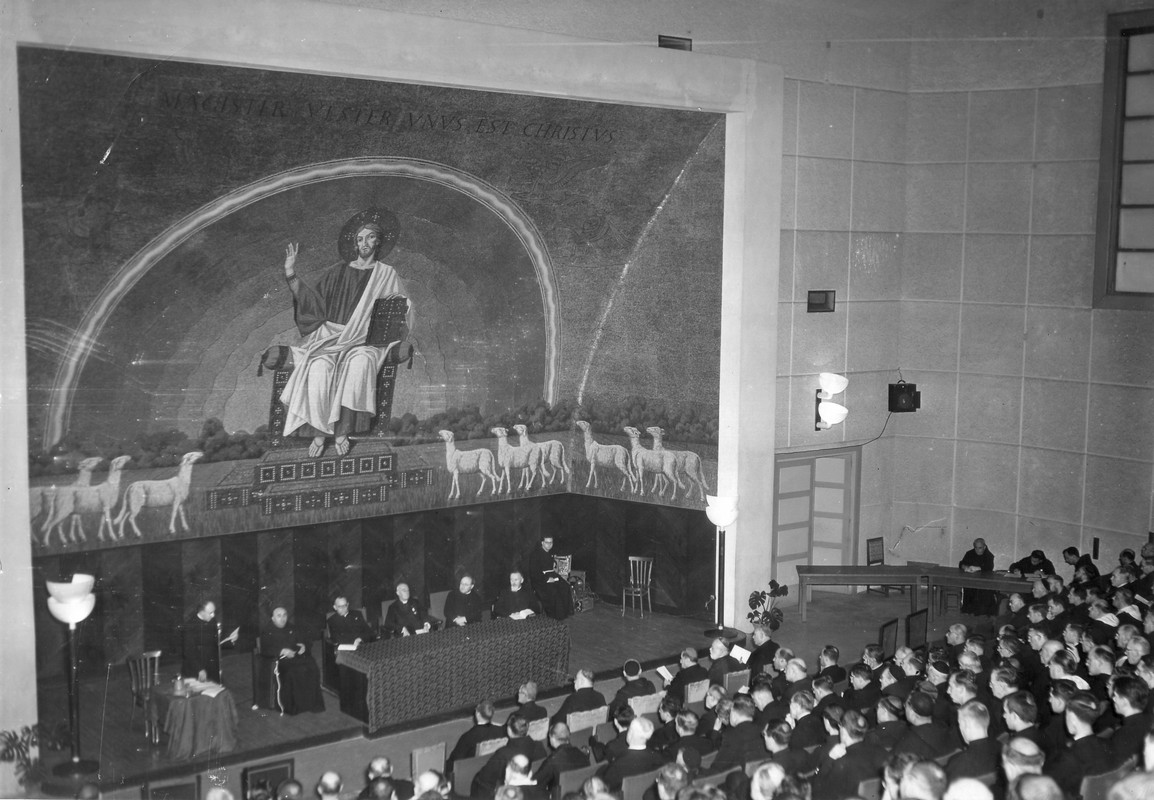
Roma 1950

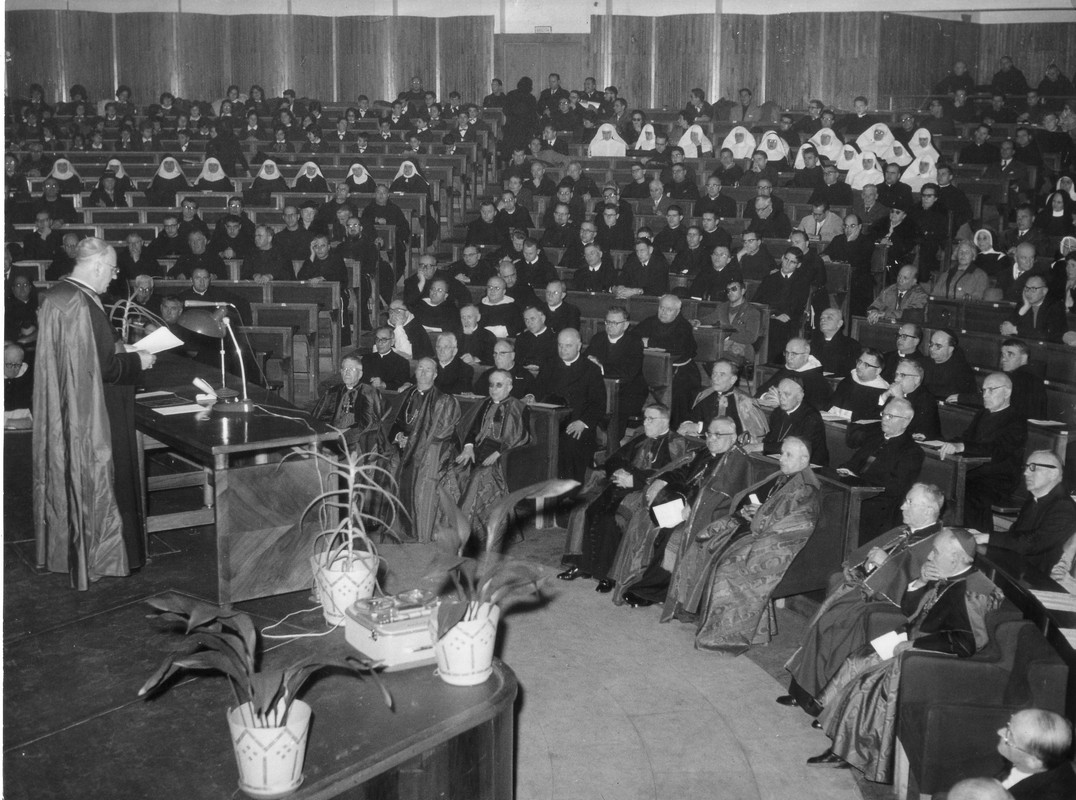
Roma 1954

Diploma, quo inter Sodales Honorarios Pontificiae Academiae cooptatus sum, gratissimo animo recepi.

Sperare namque mihi licet, me abhinc privilegiis praeclarae huius Academiae nisum, abundantiores gratias et specialem tutelam Beatissimae Virginis pro Archidioecesi Cracoviensi et pro me eius Pastore obtenturum esse.

In communione fraterna per Iesum et Mariam

Karol card. Wojtyla

## Sociedades mariológicas

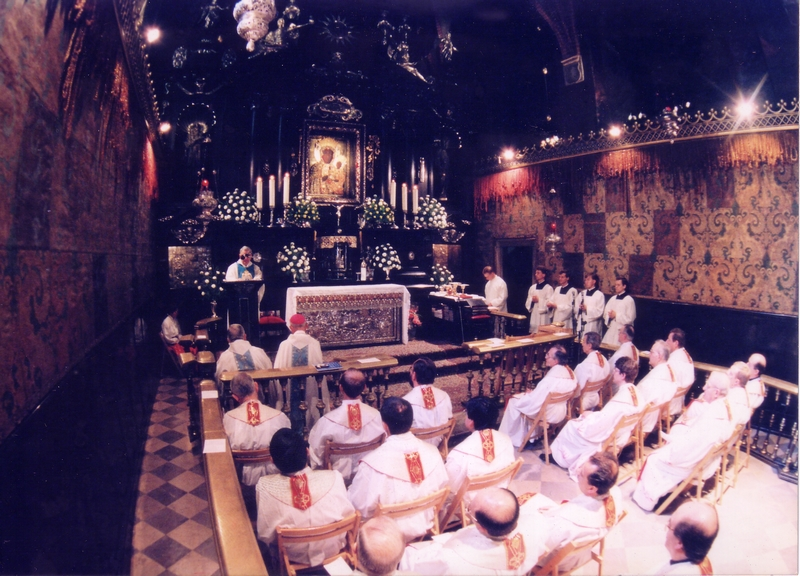
Czestochowa 1996

- Société Française d’Études Mariales (SFEM - Francia)
- Sociedad Mariológica Española (SME - Spagna)
- Mariological Society of the United States (USA)
- Deutsche Arbeitsgemeinschaft für Mariologie (Germania)
- Sociedad Mariológica Colombiana
- Polskie Towarzystwo Mariologiczne (Polonia)
- Hrvatski Mariološki Institut (Croazia)
- Associazione Mariologica Interdisciplinare Italiana (AMI)
- Ecumenical Society of the Blessed Virgin Mary (ESBVM - Inghilterra-Usa)
- Società Mariologica Mediorientale (Líbano)
- Mariological Accademy of India (India)
- Mariological Society of Philippines

## Congresos

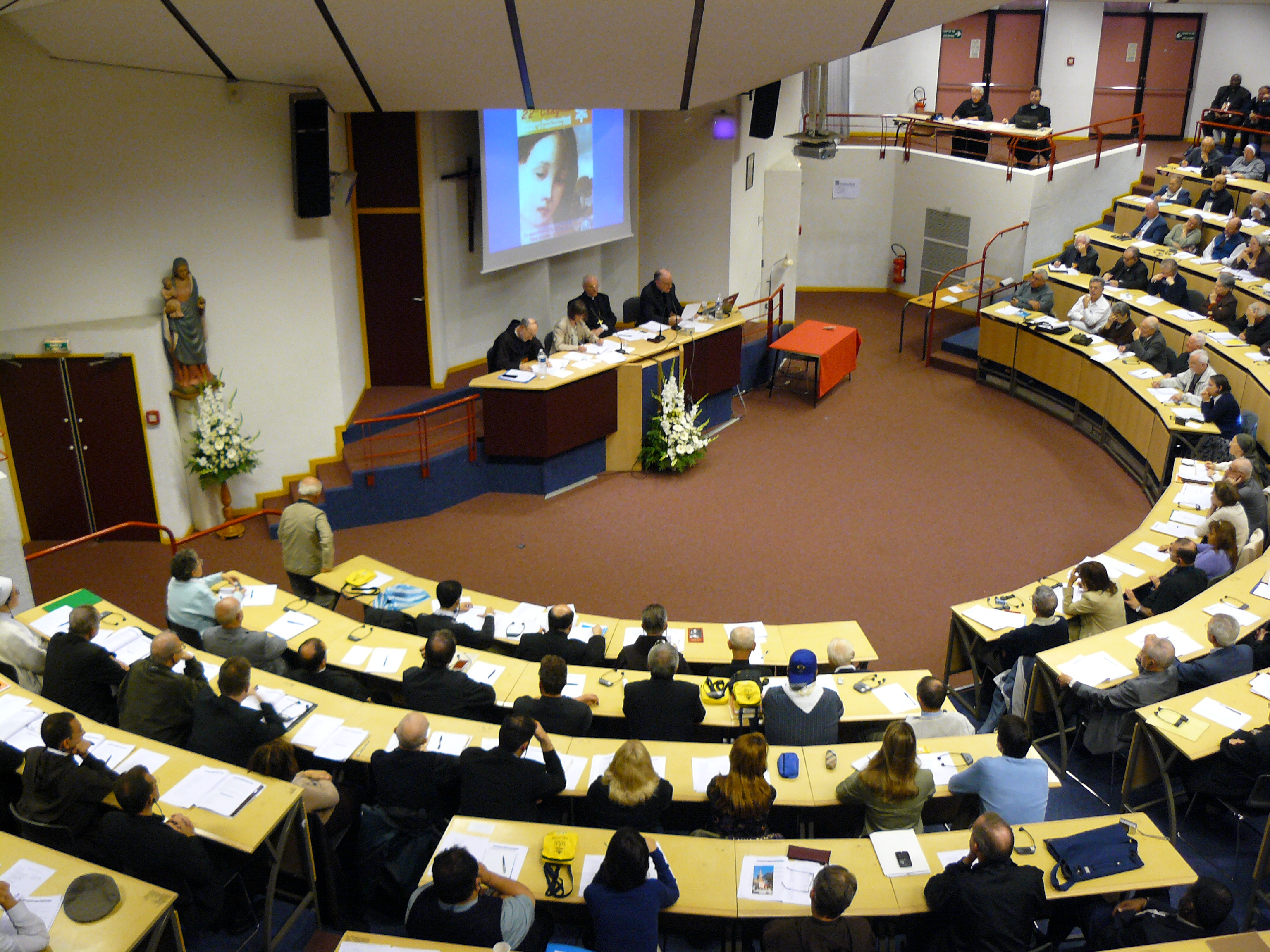
Lourdes 2008

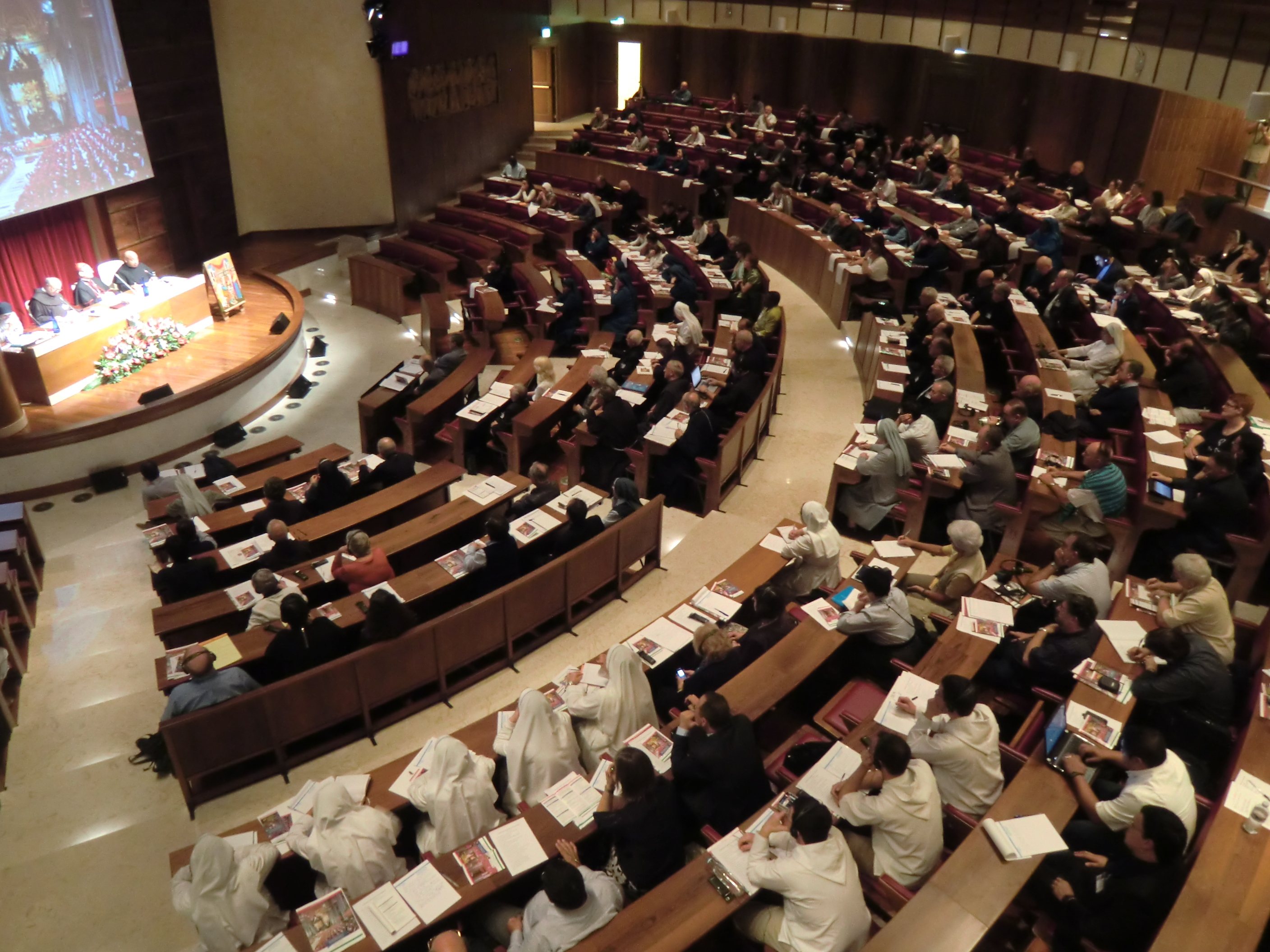
Congreso 2012

En el 1950 fue confiada a la academia a Mariana la celebración de los congresos con la nueva dicción "mariológico" y "mariano", como sugerido por P. Carlos Balic.
- 1950 Roma: 1.º Congreso Mariológico y 8.º Congreso Mariano Internacional
- 1954 Roma: 2.º Congreso Mariológico y 9.º Congreso Mariano Internacional
- 1958 Lourdes: 3.º Congreso Mariológico y 10.º Congreso Mariano Internacional
- 1965 Santo Domingo: 4.º Congreso Mariológico y 11.º Congreso Mariano Internacional
- 1967 Lisboa-Fatima: 5.º Congreso Mariológico y 12.º Congreso Mariano Internacional
- 1971 Zagreb: 6.º Congreso Mariológico y 13.º Congreso Mariano Internacional
- 1975 Roma: 7.º Congreso Mariológico y 14.º Congreso Mariano Internacional
- 1979 Zaragoza: 8.º Congreso Mariológico y 15.º Congreso Mariano Internacional
- 1983 Malta: 9.º Congreso Mariológico y 16.º Congreso Mariano Internacional
- 1987 Kevelaer: 10.º Congreso Mariológico y 17.º Congreso Mariano Internacional
- 1992 Huelva: 11.º Congreso Mariológico y 18.º Congreso Mariano Internacional
- 1996 Częstochowa: 12.º Congreso Mariológico y 19.º Congreso Mariano Internacional

Del 2000 los congresos asumieron la actual denominación, después de la revisión de los Estatutos del PAMI, aprobada por Juan Pablo II el 8 de enero de 1996.
- 2000 Roma: 20.º Congreso Mariológico Mariano Internacional
- 2004 Roma: 21.º Congreso Mariológico Mariano Internacional
- 2008 Lourdes: 22.º Congreso Mariológico Mariano Internacional
- 2012 Roma: 23.º Congreso Mariológico Mariano Internacional
- 2016 Fatima: 24.º Congreso Mariológico Mariano Internacional

## Publicaciones
- Elenco delle opere edite dalla PAMI Archivado el 17 de febrero de 2015 en Wayback Machine.